# Brüggeweg
Der Brüggeweg ist eine zentrale Erschließungsstraße in Bremen, Stadtteil Hemelingen, Ortsteile Hemelingen und Sebaldsbrück. Sie führt überwiegend in Süd-Nord-Richtung von der Tägtmeyerstraße bis zur Sebaldsbrücker Heerstraße in Sebaldsbrück.
Sie gliedert sich in die Teilbereiche
- Tägtmeyerstraße bis Rampe Eisenbahnbrücke als Wohngebiet und
- Eisenbahnbrücke bis Sebaldsbrücker Heerstraße als Gewerbegebiet.

Die Querstraßen und Anschlussstraßen wurden benannt u. a. als Tägtmeyerstraße nach dem Gemeindevorsteher (1880–1892) Johann Christian Tägtmeyer (1814–1896), Schlengstraße nach dem früher schlengeligen = kurvigen Verlauf, Bruchweg nach dem Bruch in der Landschaft, Kleine Westerholzstraße nach dem früheren Gehölz, Zur Dampfmühle nach der früheren Mühle von Mindermann an der Ecke Brüggeweg, Klausstraße nach der Familie Klaus, Westerholzstraße (früher Heinrichstraße), Christernstraße nach dem Bürgermeister von Hemelingen Alfred Christern (1856–1929), Gärtnerstraße nach der früheren Gärtnerei, Robertstraße nach der damals viel gespielten Posse Robert und Bertram von Gustav Raeder (1811–1868), Martensstraße nach dem Grundstückseigner, Segelsbrück nach der früheren Bezeichnung für Sebaldsbrück und Sebaldsbrücker Heerstraße nach dem Ortsteil; ansonsten siehe beim Link zu den Straßen.

## Geschichte

### Name
Der Brüggeweg wurde nach Brügge, der Hauptstadt der Provinz Westflandern in Belgien benannt.
Mit 118.284 Einwohnern (Stand 2018) ist sie die größte Stadt der Provinz. Der mittelalterliche Stadtkern mit Burg, Heilig-Blut-Basilika, Rathaus und Belfried mit Stadthallen wurde 2000 zum UNESCO-Welterbe erklärt.

### Entwicklung
Mitte des 19. Jahrhunderts begann mit dem Anschluss an verschiedene Bahnstrecken in Hemelingen (1847 und 1870/74) eine Industrialisierung. Die Einwohnerzahl nahm von 1855 bis 1905 stark zu von 2275 auf 7214 Einwohner.
Mehrere Betriebe siedelten sich an. Am Brüggeweg gab es die Hansawerke als Seifenfabrik. Der Bereich zur Sebaldsbrücker Heerstraße diente und dient ausschließlich gewerblichen und industriellen Zwecken. Im Zweiten Weltkrieg wurden hier viele Gebäude zerstört.
Zwischen Hemelinger Bahnhofsstraße und Brüggeweg gab es viele Gewerbeflächen sowie Wohngebiete mit Einzelhandel, die von um 1890 bis 1930 entstanden. Die Gewerbeflächennutzungen Wilkensstraße/Brüggeweg wurden im Rahmen der Verfahren eines Sanierungsgebietes und bedingt durch den Bau des Hemelinger Tunnels aufgehoben.

### Verkehr
Eine Brücke, welche die Ortsteile Hemelingen und Sebaldsbrück über die Bahnstrecke Bremen-Hannover verband, wurde Anfang der 1970er Jahre gebaut. Grundstücke am Brüggeweg (u. a. 83, 95, 113) erhielten später neue Hausnummern an der Segelbrückstraße. Der Brüggeweg war wegen der Gewerbe- und Industriestandorte in Sebaldsbrück eine viel befahrene Straße zum Wohnstandort Hemelingen und zum Autobahnzubringer.
Nach dem Bau des Hemelinger Tunnels bis 2003 sank das Verkehrsaufkommen in dem umliegenden Viertel, so auch im Brüggeweg.
Die Straßenbahn Bremen tangiert mit den Linien 2 und 10 (Gröpelingen – Sebaldsbrück) sowie der Buslinie 21 (Blockdiek ↔ Sebaldsbrück ↔ Universität-Nord) die Straße an der Sebaldsbrücker Heerstraße.
Im Nahverkehr in Bremen durchfahren die Linien 29 (Kattenturm-Mitte ↔ Neue Vahr-Nord) und 44 (Bf Mahndorf ↔ Sebaldsbrück) die Straße ab der Christernstraße.

## Gebäude und Anlagen
An der Straße stehen bis zur Rampe der Eisenbahnbrücke überwiegend ein- bis dreigeschossige Gebäude; danach prägen Industriebauten die Straße.
Erwähnenswerte Gebäude und Anlagen
- Nr. 2: 2-gesch. Wohn- und Geschäftshaus mit Tischlerei
- Ecke zur Schlengstraße: 2-gesch. Schleng-Apotheke
- Nr. 18: 1-gesch. Wohnhaus mit 2-gesch. Giebelrisalit und 2-gesch. Gewerbehaus
- Nr. 19: 2-gesch. Wohnhaus mit historisierendem Giebel von 1902
- Nr. 20/22: 2-gesch. Hotel
- Nr. 24: 3-gesch. neueres Eckgebäude mit Staffelgeschoss als Wohn- und Geschäftshaus
- Ecke Westerholzstraße und Klausstraße: 1-gesch. Eckhaus einer Gaststätte mit 2-gesch. achteckigem Ecktürmchen und Giebel mit geraden Abschluss
- Nr. 28/30: 2-gesch. Wohnhaus mit Walmdach von um 1920/30 mit Seniorenheim
- Nr. 29: 1-gesch. Gebäude einer Gaststätte mit mittigem Zwerchgiebel
- Nr. 41: 1-gesch. Wohnhaus von um 1900 mit Mansarddach sowie vier Schmuckelementen im Lichtband des Obergeschosses
- Nr. 54 Ecke Christernstraße: 4-gesch. Gebäude der Rheinmetall Electronics und 6-gesch. Gebäude mit u. a. der Supprenum-Gesellschaft
- Brücke mit Rampen über die Bahnstrecke Bremen – Hannover
- Gewerbliche Gebäude mit Adresse Sebaldsbrücker Heerstraße
  - Nr. 235: 1- bis 10-gesch. Gebäude der Atlas Elektronik und der Airbus DS Airborne Solutions
  - Nr. 183: 1-gesch. Einkaufszentrum; früher Standort der Kakao- und Schokoladenfabrik
  - Nr. 191a: 3-gesch. Gewerbegebäude, Werk für Entkoffeinierung früher von Eduard Schopf (Eduscho) betrieben.